# Dalian Shide

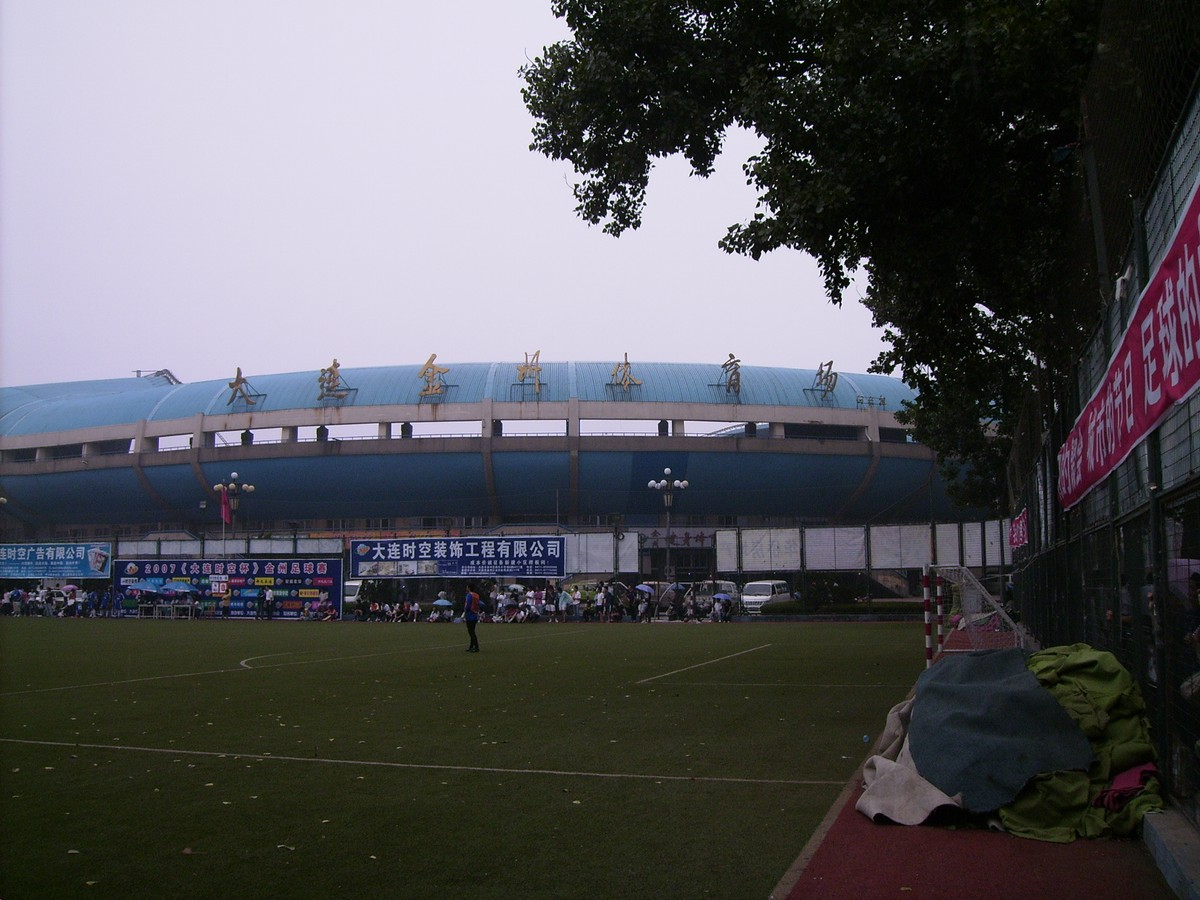
Dalian Jinzhou Stadion

Dalian Shide was een Chinese voetbalclub van Dalian in de provincie Liaoning. De club werd in 1983 opgericht en was lange tijd de meest succesvolle club in het Chinese professionele voetbal. Tot 1998 heette de club Dalian Wanda, dan nam het voor één seizoen de naam Dalian Wanda Shide aan en vanaf 2000 de huidige naam. Op 30 november 2012, na de degradatie uit de Super League, staakte de club de activiteiten en ging op in Dalian Aerbin.
De club maakte gebruik van het Dalianstadion, voordat het naar het Jinzhoustadion verhuisde.

## Erelijst
Landskampioen
1994, 1996, 1997, 1998, 2000, 2001, 2002, 2005
Beker van China
Winnaar: 2001, 2005
Finalist: 1999, 2003
AFC Champions League
Finalist: 1998